# Велоспорт на літніх Олімпійських іграх 1964
У змаганнях з велоспорту на літніх Олімпійських іграх 1964 у Токіо розіграно 7 комплектів нагород (лише серед чоловіків) у двох видах: шосейний велоспорт і велоспорт на треку. Вперше проведено змагання в індивідуальній гонці переслідування на 4000 м.

## Медальний залік

### Шосейні гонки
| Event                    | Золото                                                            | Срібло                                                                        | Бронза                                                                    |
| ------------------------ | ----------------------------------------------------------------- | ----------------------------------------------------------------------------- | ------------------------------------------------------------------------- |
| Групова шосейна гонка    | Маріо Занін · Італія                                              | К'єлль Родіан · Данія                                                         | Вальтер Ґодефрот · Бельгія                                                |
| Роздільна командна гонка | Нідерланди (NED) Барт Зут Еверт Долман Ґербен Карстенс Ян Пітерсе | Італія (ITA) Ферруччо Манца Северіно Андреолі Лучано Далла Бона П'єтро Гуерра | Швеція (SWE) Стуре Петтерссон Свен Гамрін Ерік Петтерссон Єста Петтерссон |

### Велоперегони на треку
| Дисципліни                         | Золото                                                                                  | Срібло                                                                  | Бронза                                                             |
| ---------------------------------- | --------------------------------------------------------------------------------------- | ----------------------------------------------------------------------- | ------------------------------------------------------------------ |
| індивідуальна гонка переслідування | Їржи Далер · Чехословаччина                                                             | Джорджо Урсі · Італія                                                   | Пребен Ісакссон · Данія                                            |
| Командна гонка переслідування      | Об'єднана німецька команда (EUA) Ернст Стренґ Лотар Клесґес Карлгайнц Генріхс Карл Лінк | Італія (ITA) Франко Теста Ченчо Мантовані Карло Ранкаті Луїджі Ронкалья | Нідерланди (NED) Кор Схюрінґ Генк Корнеліссе Ґерард Кул Яп Аудкерк |
| Спринт                             | Джованні Петтенелла · Італія                                                            | Серджо Б'янкетто · Італія                                               | Даніель Морелон · Франція                                          |
| Тандем                             | Анджело Даміано · і Серджо Б'янкетто · Італія                                           | Імантс Боднієкс · і Віктор Логунов · СРСР                               | Віллі Фуґґерер · і Клаус Кобуш · Об'єднана німецька команда        |
| гіт                                | Патрік Серку · Бельгія                                                                  | Джованні Петтенелла · Італія                                            | П'єр Трантен · Франція                                             |

## Країни, що взяли участь
Змагалися 303 велогонщики з 40-ка країн.
| - Аргентина (10) - Австралія (14) - Бельгія (10) - Болгарія (1) - Камбоджа (6) - Колумбія (8) - Чехословаччина (9) - Данія (12) - Ефіопія (4) - Франція (14) |  | - Об'єднана німецька команда (13) - Велика Британія (12) - Гонконг (4) - Угорщина (7) - Індія (5) - Іран (4) - Італія (14) - Японія (15) - Люксембург (2) - Малайзія (9) |  | - Мексика (9) - Монголія (4) - Нідерланди (12) - Нова Зеландія (5) - Пакистан (4) - Перу (1) - Філіппіни (4) - Польща (8) - Тайвань (4) - Румунія (5) |  | - Південна Корея (6) - СРСР (12) - Іспанія (6) - Швеція (4) - Швейцарія (5) - Тайланд (8) - Тринідад і Тобаго (3) - США (16) - Уругвай (8) - В'єтнам (6) |

## Таблиця медалей
| Місце               | Країна                           | Золото | Срібло | Бронза | Загалом |
| ------------------- | -------------------------------- | ------ | ------ | ------ | ------- |
| 1                   | Італія (ITA)                     | 3      | 5      | 0      | 8       |
| 2                   | Бельгія (BEL)                    | 1      | 0      | 1      | 2       |
| 2                   | Нідерланди (NED)                 | 1      | 0      | 1      | 2       |
| 2                   | Об'єднана німецька команда (EUA) | 1      | 0      | 1      | 2       |
| 5                   | Чехословаччина (TCH)             | 1      | 0      | 0      | 1       |
| 6                   | Данія (DEN)                      | 0      | 1      | 1      | 2       |
| 7                   | СРСР (URS)                       | 0      | 1      | 0      | 1       |
| 8                   | Франція (FRA)                    | 0      | 0      | 2      | 2       |
| 9                   | Швеція (SWE)                     | 0      | 0      | 1      | 1       |
| Загалом (9 збірних) | Загалом (9 збірних)              | 7      | 7      | 7      | 21      |